# Joaquín Jovellar Soler

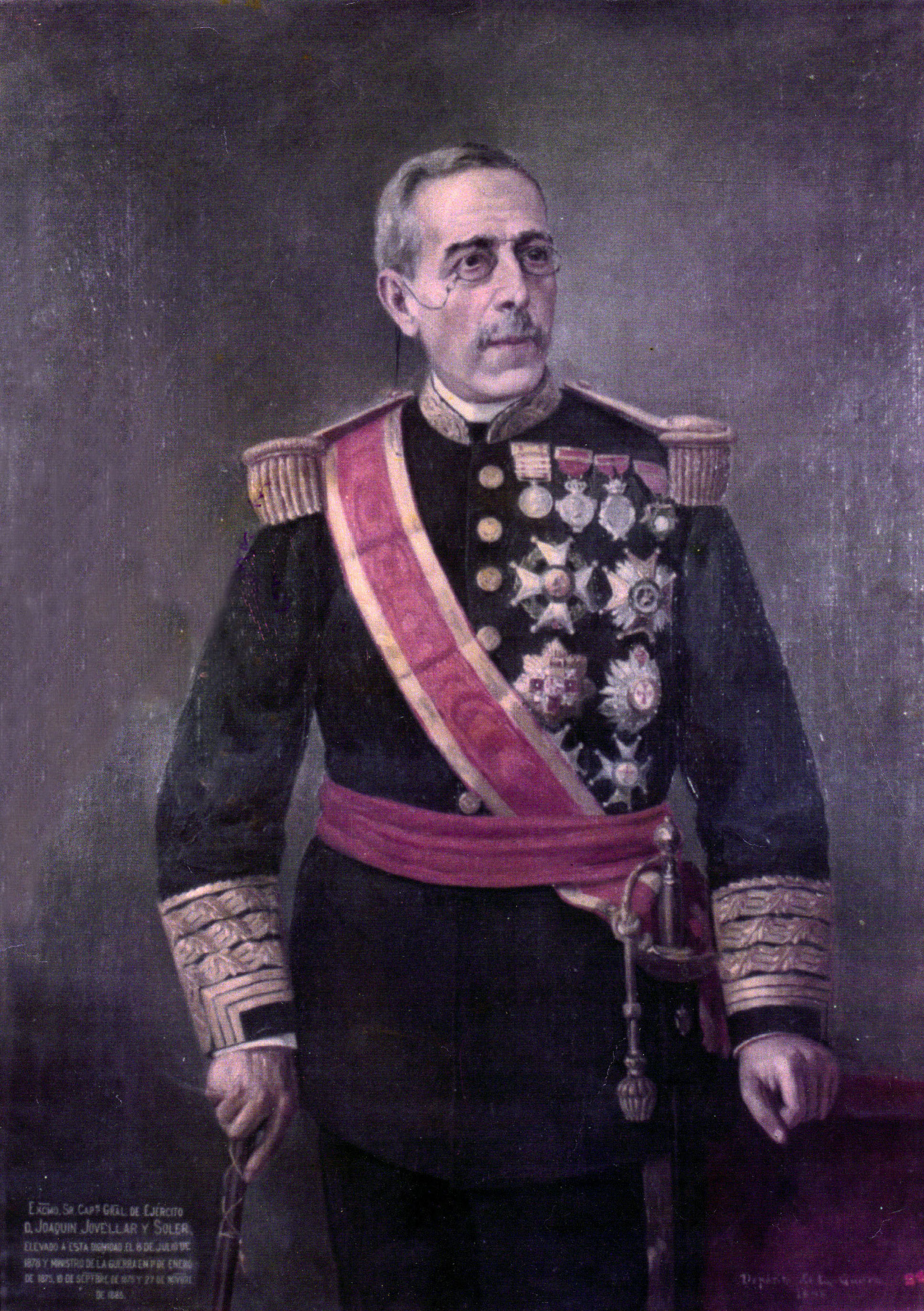
Joaquín Jovellar y Soler

Joaquín Jovellar y Soler (* 28. Dezember 1819 in Palma; † 17. April 1892 in Madrid) war ein spanischer General, Politiker und Ministerpräsident Spaniens (Presidente del Gobierno).

## Biografie

### Militärische Laufbahn und Herrschaft von Isabella II.
Nach der Schulausbildung absolvierte er an der Militärakademie eine Ausbildung zum Offizier. Während des Ersten Carlistenkrieges stieg er zunächst zum Unterleutnant (Alférez) auf. 1842 trat er als Hauptmann (Capitán) seinen weiteren Militärdienst in Kuba an. Nach seiner Rückkehr wurde er 1851 Mitarbeiter im Kriegsministerium und als solcher 1853 zum Major befördert.
Während des Spanisch-Marokkanischen Krieges von 1859 bis 1860 war er Privatsekretär von General Leopoldo O’Donnell, dem Oberbefehlshaber der spanischen Streitkräfte in Marokko. Am 23. März 1860 wurde er von diesem nach seiner Verwundung während der Schlacht von Wadel Ras zum Oberst ernannt. 1863 erfolgte dann zunächst seine Beförderung zum Brigadegeneral (Brigadier), ehe er 1864 zum Unterstaatssekretär im Kriegsministerium ernannt wurde. Während der Unruhen in den folgenden Jahren nahm er trotz seiner Position an Gefechten teil, wo er im Juni 1866 während der Straßenschlachten im Rahmen des Sergeantenaufstandes in Madrid mehrfach verwundet wurde. Als Anerkennung für seine dortigen militärischen Leistungen wurde er 1866 zum Generalmajor ernannt.
Im September 1868 schloss er sich der Revolution (La Gloriosa) an, die letztlich zum Sturz der Königin Isabella II. führte.

### Herrschaft von König Amadeus und Erste Republik
Am 22. Mai 1871 wurde er zum Senator gewählt, wo er in den Wahlperioden von 1871 bis 1872 sowie 1872 die Provinz Huesca vertrat.
Von Isabellas Nachfolger, König Amadeus, wurde er 1872 zum Generalleutnant (Teniente General) befördert. Als solcher wurde er im Herbst 1873 wieder nach Kuba entsandt, wo er vom November 1873 bis Dezember 1874 Oberkommandierender der Streitkräfte (Capitán General) und Gouverneur war. Während seiner Amtszeit kam es zu einem internationalen Konflikt, als er das Festhalten des Schiffes „Virginus“ anordnete, dessen Besatzung er die Unterstützung von Rebellen vorwarf. Die von ihm anschließend angeordnete Hinrichtung mehrerer Besatzungsmitglieder, unter denen sich auch englische und amerikanische Staatsangehörige befanden, brachte Spanien an den Rand eines Krieges mit den USA.

### Herrschaft von König Alfons XII.
Nach seiner Rückkehr nach Spanien wurde er zum Oberbefehlshaber der Zentralarmee im Kampf gegen die Carlisten ernannt, um die Proklamation von Alfons XII. neuen König durch Arsenio Martínez-Campos zu sichern. Danach wurde er am 31. Dezember 1874 zum Kriegsminister (Ministro de Guerra) in das Kabinett von Antonio Cánovas del Castillo berufen, dem er bis zum Ende von dessen Amtszeit am 12. September 1875 angehörte.
Im Anschluss daran wurde er am 12. September 1875 dessen Nachfolger und selbst zum Ministerpräsidenten Spaniens (Presidente del Gobierno) ernannt. In seiner bis zum 21. Dezember 1875 amtierenden Regierung übernahm er selbst auch wieder das Amt des Kriegsministers. Während seiner Amtszeit oblag ihm unter anderem die Durchführung der ersten Wahlen zur Verfassungsgebenden Versammlung nach der Wiederherstellung der Monarchie.
Am 20. Januar 1876 wurde er als Vertreter von Huesca zum Abgeordneten des Parlaments (Congreso de los Diputados) gewählt.
Im Anschluss daran war er von Januar bis Oktober 1876 wieder Generalkapitän und Gouverneur von Kuba. In der Wahlperiode von 1876 bis 1877 war er wieder als Vertreter der Provinz Huesca Mitglied des Senats. Am 10. April 1877 wurde er durch Königliches Dekret wegen seiner politischen und militärischen Verdienste zum Senator auf Lebenszeit (Senador Vitalicio) ernannt. 1878 wurde ihm außerdem der Rang eines Generalkapitäns der Streitkräfte (Capitán General del Ejército) auf Lebenszeit verliehen.
Am 7. April 1883 erfolgte seine Ernennung zum Generalgouverneur der Philippinen. Während seiner Amtszeit erfolgte bereits 1883 eine Herabsenkung der jährlichen Dienstpflicht für die spanische Kolonialverwaltung von vierzig auf fünfzehn Tage sowie die Einführung einer Provinzsteuer. Zugleich wurde Planungen für eine Eisenbahn auf der Hauptinsel Luzon vorgenommen. 1884 erfolgte ein Besuch der Südphilippinen sowie die offizielle Einweihung des Jesuitenobservatoriums in Manila auf dem Gelände der Ateneo de Manila University. Im gleichen Jahr führte er als Ersatz für Abschaffung des Tributes ein persönliches Pfandbriefsystem (Cédula Personal) ein. Das Amt des Gouverneurs der Philippinen übte er bis zum 1. April 1885 aus.
Nach seiner Rückkehr nach Spanien wurde er während der Regentschaft von Maria Christina von Österreich dann am 27. November 1885 zum Kriegsminister in das Kabinett von Práxedes Mateo Sagasta berufen, dem er bis zum 11. Oktober 1886 angehörte. In dieser Zeit fiel auch die Unterdrückung des republikanischen Aufstandes von Villacampa bei Madrid.